# Cuphea spectabilis
Cuphea spectabilis är en fackelblomsväxtart som beskrevs av S. A. Graham. Cuphea spectabilis ingår i släktet blossblommor, och familjen fackelblomsväxter. Inga underarter finns listade i Catalogue of Life.